# Omikronpapillomavirus
Die Gattung Omikronpapillomavirus (nach dem griechischen Buchstaben Omikron benannt) enthält nur eine Spezies der Familie Papillomaviridae, die aus Genitalwarzen und Papillomen an der Zunge bei Burmeister-Schweinswalen (Phocoena spinipinnis) isoliert wurde, das Phocoena-spinipinnis-Papillomvirus (PsPV). Das PsPV ist das einzige bislang gefundene Papillomvirus, das bei Nicht-Primaten genitale Warzen hervorruft. Es gibt Hinweis auf zwei unterschiedliche Spezies oder Subtypen dieses Virus, die vorläufig als PsPV-1 und -2 bezeichnet werden. Drei neue Virusisolate aus Delfinen (Großer Tümmler, Tursiops truncatus) lässt eine Rekombination verschiedener Papillomviren-Spezies über verschiedene Gattungen der Papillomviren hinweg vermuten. Die noch nicht klassifizierten Isolate wurden Tursiops-truncatus-Papillomvirus (TtPV-1, -2 und -3) benannt.
Für die Gattung Omikronpapillomavirus typisch ist das Fehlen eines Gens für das E7-Protein, das im Zellkern mit dem Tumor-Suppressor-Gen RB105 interagiert und verschiedene zelluläre Promotoren aktiviert. Charakteristisch sind auch drei zusätzliche Leserahmen innerhalb des Leserahmens für das Kapsidprotein L1. Die Funktion dieser Genprodukte und ihre tatsächliche Existenz und Bedeutung während der Virusvermehrung sind nicht bekannt.

## Systematik
Mit der Neuordnung der Papillomaviridae hat das ICTV neue Speciesnamen eingeführt. Mit Stand März 2024 gilt:
Familie Papillomaviridae
- Gattung Omikronpapillomavirus
  - Spezies Omikronpapillomavirus 1
    - Phocoena-spinipinnis-Papillomvirus (PsPV) – Referenz
    - Phocoena phocoena papillomavirus 1 (PphPV1)
    - Tursiops truncatus papillomavirus 5 (TtPV5)
    - Tursiops truncatus papillomavirus 6 (TtPV6)